# エン・カレム

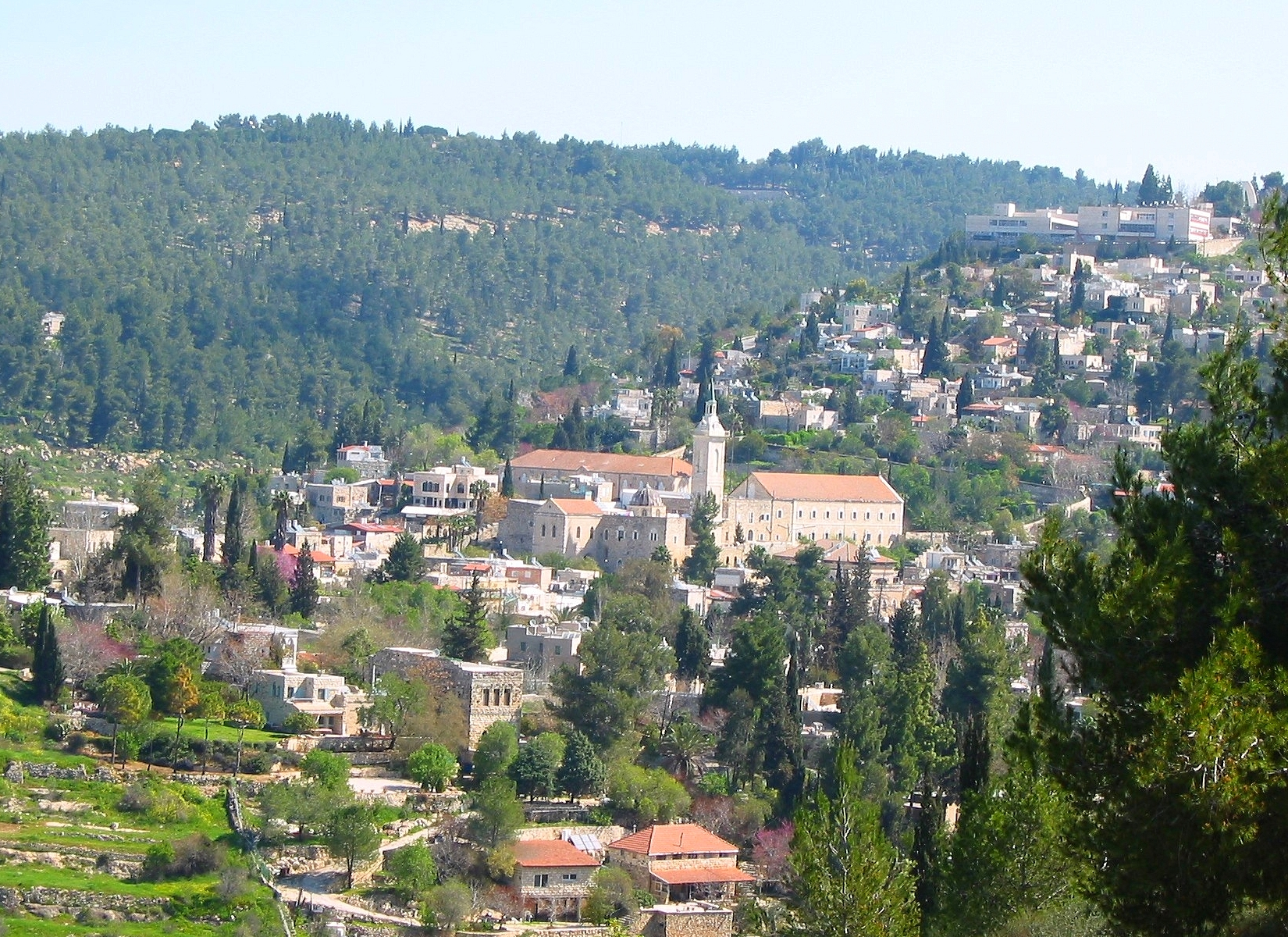
エン・カレムの風景

エン・カレム（ヘブライ語: עַיִן כרֶם‎、アラビア語: عين كارم、英語: Ein Karem）はイスラエルのエルサレム西郊外にある村である。

## 概要
エン・カレムはイスラエルのエルサレム地区にある村で、エルサレムの西郊外にある。エン（ein）はヘブライ語で「泉」、カレム（karem）は「ブドウ」の意味で、「葡萄園の泉」という意味である。アラブ人によって建てられた石造りの家々が、杉と松の木々が生える丘に囲まれた美しい村である。1948年の第一次中東戦争とそれに伴うナクバでパレスチナ人はこの村から追われ、その後モロッコとルーマニア出身のユダヤ人が住むようになった。
6世紀ごろより、ここは『新約聖書』の「ルカによる福音書』1章39節に書かれている、ザカリア、その妻・エリサベツ、彼らの子供・洗礼者ヨハネが暮らしていた「ユダの山里」であるということで、巡礼者が絶えなくなった。
エン・カレムには次のような施設があることで有名である。    
- 洗礼者ヨハネ誕生教会（Church of St. John the Baptist）
- 聖母マリアがいとこのエリサベツを訪ねた所に建つ訪問教会
- ハダッサ病院に「シャガールの窓」（Chagall Windows）

## 交通
- 中央バス・ステーション（Jerusalem Central Bus Station）で20番バス
- ヘルツルの丘で28番バス

## 参照項目
- 訪問教会